# Bedford CA

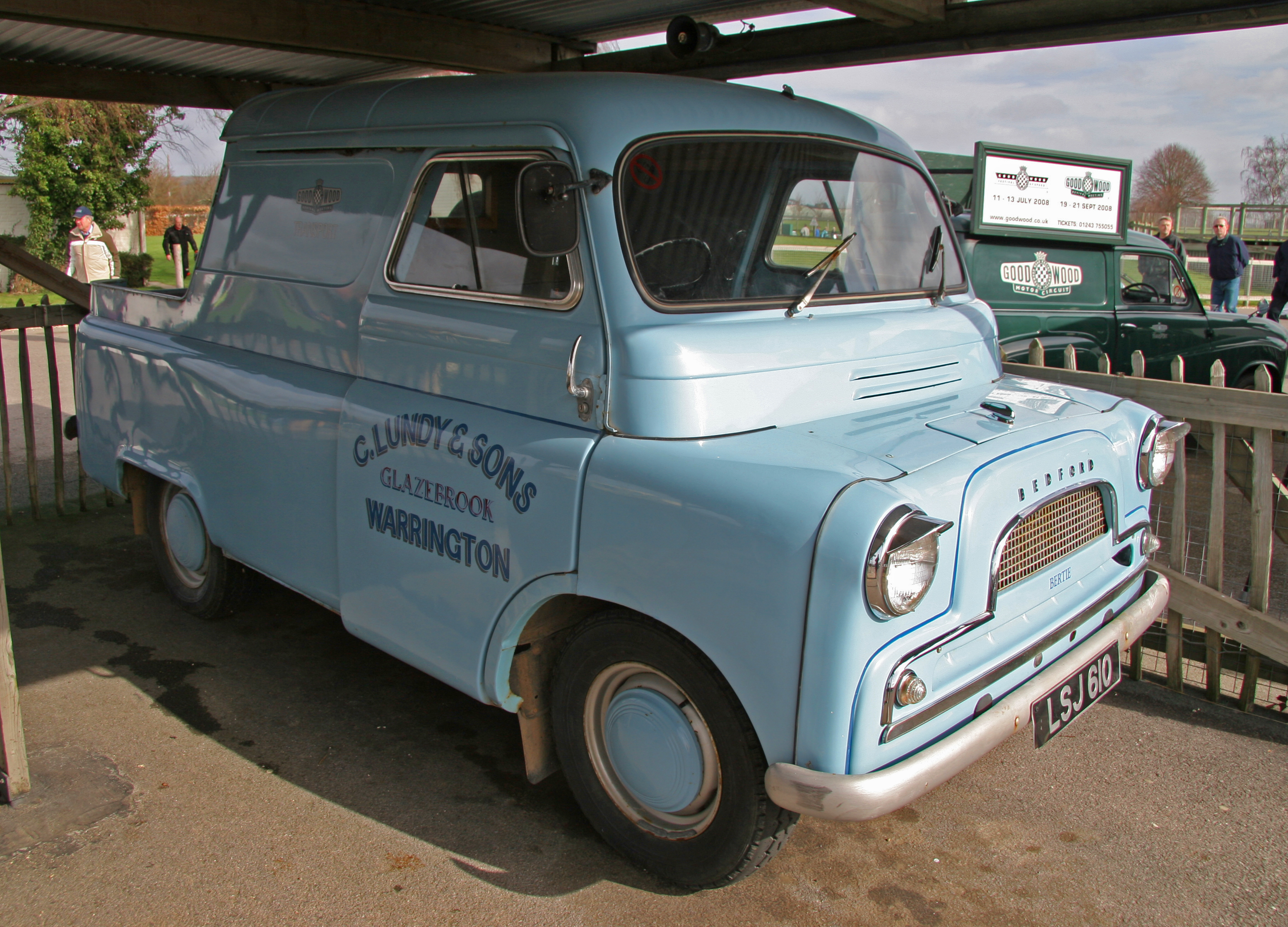
Bedford CA

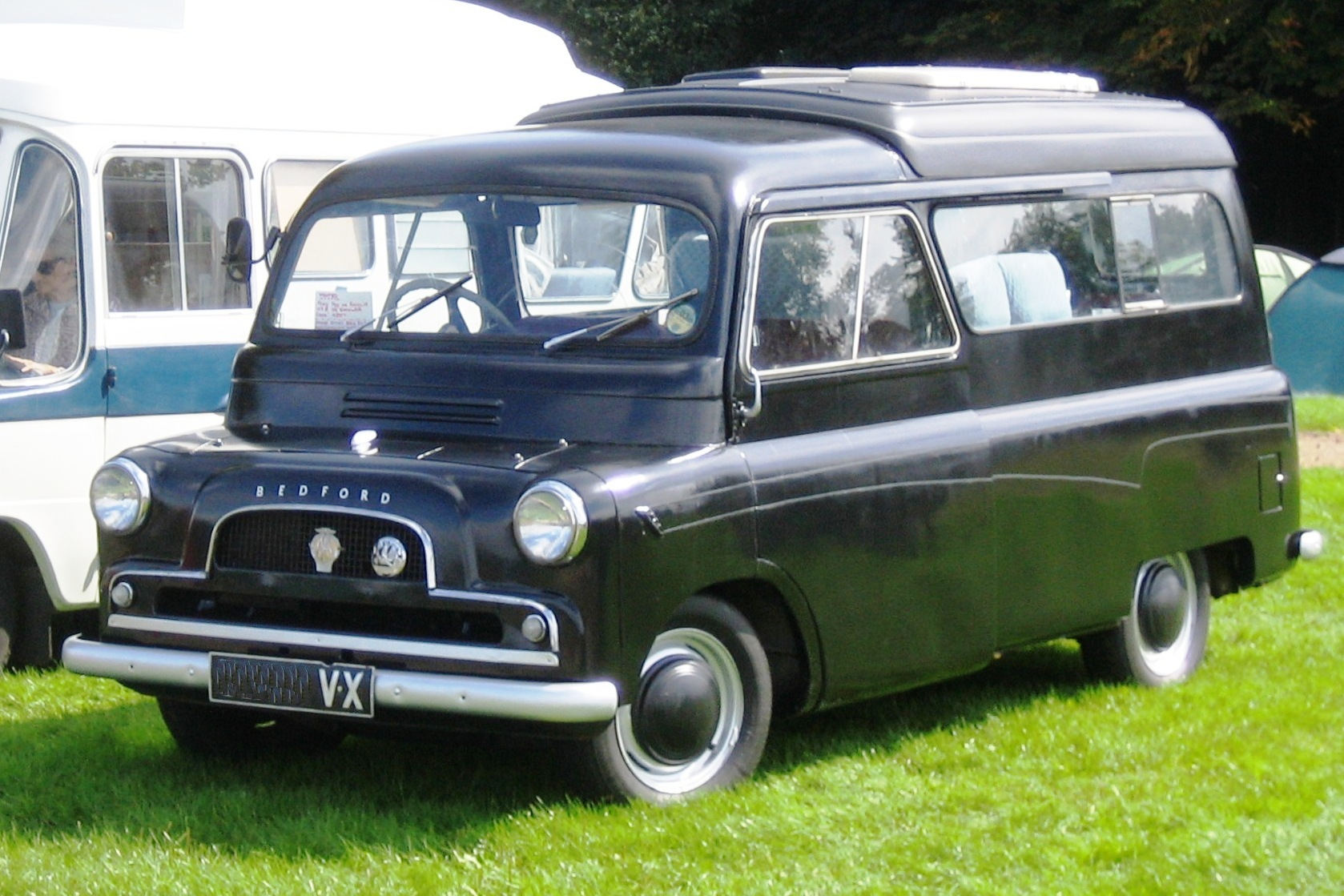
Bedford CA Dormobile (1960)

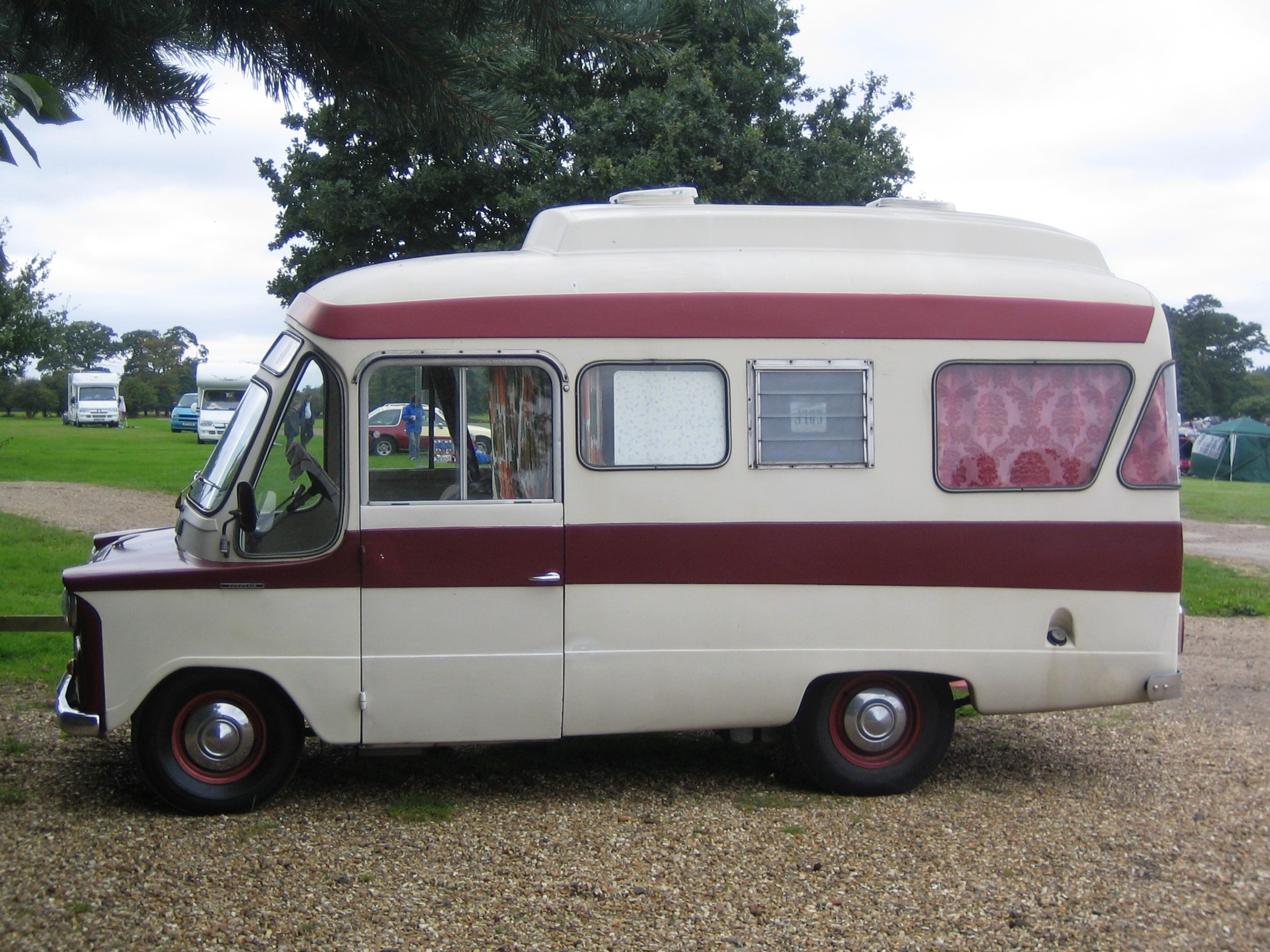
Mitte der 1960er-Jahre wurde das Fahrgestell des Bedford CA auch für Camper genutzt, wie den hier gezeigten Dormobile Debonaire. Windschutzscheibe und mechanische Komponenten stammen vom Lieferwagen.

Der Bedford CA war ein Lieferwagen, der von 1952 bis 1969 bei Vauxhall in Luton von Bedford (Fahrzeughersteller) gebaut wurde.
Es gab Ausführungen mit langem und kurzem Radstand. Von beiden Ausführungen gab es Modelle mit 10 bis 12 cwt (500–600 kg) Nutzlast oder 15 cwt (750 kg) Nutzlast.
Standard war ein Kastenwagen mit seitlichen Schiebetüren und zweiflügliger Hecktür. Es gab den CA auch als Fahrgestell mit Führerhaus, sodass spezielle Aufbauten darauf befestigt werden konnten. Ein Camper auf Basis des CA war zum Beispiel der Bedford Dormobile.
Seinerzeit fand man den Bedford CA überall in Großbritannien; insgesamt wurden etwa 370.000 Stück gebaut.

## Maße
| Bezeichnung            | Details         | Details          |
| ---------------------- | --------------- | ---------------- |
| Gesamtbreite           | 1778 mm         | 1778 mm          |
| Gesamthöhe (unbeladen) | 1899 mm         | 1899 mm          |
| Spurweite              | 1353 mm (vorne) | 1384 mm (hinten) |
|                        | kurzer Radstand | langer Radstand  |
| Radstand               | 2286 mm         | 2591 mm          |
| Gesamtlänge            | 3912 mm         | 4216 mm          |
| Leergewicht            | 1017 kg         | 1062 kg          |
| Wendekreis             | 10,36 m         | 11,28 m          |

## Rahmen und Aufbauten
Das Erscheinungsbild und das Bauprinzip des CA änderten sich in der 17-Jährigen Bauzeit nur wenig. Es gab drei unterschiedliche Ausführungen. Grundlage war ein zwischen den Achsen nach unten gekröpfter Kastenrahmen mit Kreuzverstrebung. Die ersten CA hatten eine geteilte Windschutzscheibe, die aus zwei ebenen Scheiben mit einem vertikalen Mittelsteg bestand. Als es 1958 gebogene Glasscheiben in Großbritannien zu einem erschwinglichen Preis gab, ersetzte man die geteilte Windschutzscheibe durch eine leicht gebogene. Gleichzeitig ersetzte man den originalen, zweiteiligen, lackierten Kühlergrill (der die Teilung der Windschutzscheibe nach unten fortsetzte) durch einen kleineren Grill, der auch in Wagenfarbe lackiert war. Die dritte Version des CA, die ab Ende 1964 ausgeliefert wurde, hatte eine tiefer angesetzte Windschutzscheibe, wodurch die Höhe des Blechstreifens unter der Windschutzscheibe reduziert wurde. Ab 1964 gab es auch erstmals einen Kühlergrill aus gepresstem Aluminium.

## Motor
Der Wagen hatte einen Vierzylinder-Reihenmotor mit stoßstangenbetätigten hängenden Ventilen und drei Kurbelwellenlagern. Die Welle der Ölpumpe und des Verteilers wurde über Schraubenräder von der Nockenwelle angetrieben. Das Gemisch bereitete ein  Fallstromvergaser von Zenith, Typ 34VN, auf. Es gab eine Motorenversion mit niedriger und eine mit hoher Verdichtung.
| Bezeichnung | Details                         | Details                           |
| ----------- | ------------------------------- | --------------------------------- |
| Hubraum     | 1508 cm³                        | 1508 cm³                          |
| Bohrung     | 79,4 mm                         | 79,4 mm                           |
| Hub         | 76,2 mm                         | 76,2 mm                           |
|             | Niedrige Verdichtung            | Hohe Verdichtung                  |
| Verdichtung | 6,8:1                           | 7,8:1                             |
| Leistung    | 52 bhp (38,2 kW) bei 4000 min−1 | 54,8 bhp (40,3 kW) bei 4200 min−1 |
| Drehmoment  | 110,8 Nm bei 2400 min−1         | 114,6 Nm bei 2400 min−1           |

Der Motor reichte bis ins Führerhaus und war durch eine Abdeckung geschützt. So hatte der Wagen eine sehr kurze Motorhaube, was ihm ein auffälliges Aussehen verlieh. Diese Auslegung bedeutete, dass Fahrer und Beifahrer ihre Beine beiderseits des Motors hatten, aber ein Großteil der Fahrzeuglänge für die Nutzlast genutzt werden konnte. Für Wartungsarbeiten am Motor musste eine kleine Klappe in der Fahrzeugfront oder die innere Abdeckung geöffnet werden. Für größere Reparaturarbeiten musste die gesamte Fahrzeugfront mit Scheinwerfern, Kühlergrill und vorderem Querträger entfernt werden.
Motor und Dreiganggetriebe waren auch im Vauxhall Victor Serie F eingebaut. Das Vierganggetriebe der Serie FC konnte leicht in jeden Bedford CA mit Dreiganggetriebe eingebaut werden; später gab es dieses als Sonderausstattung. Spätere Modelle hatten auch den größeren Motor der FB-Serie nach 1964 mit 1594 cm³ Hubraum.

## Getriebe und Differenzial
Das handgeschaltete Getriebe hatte drei Gänge und war über eine Kardanwelle mit der hinteren Starrachse verbunden. Spätere Modelle hatten ein Vierganggetriebe.

## Vordere Radaufhängung
Die Vorderräder hingen an doppelten Querlenkern mit Schraubenfedern, die an einem Querträger gelagert waren. Ein Stabilisator verband die beiden unteren Querlenker. Eine ähnliche Konstruktion wurde später beim Vauxhall Viva eingebaut.

## Hintere Radaufhängung
Die starre Hinterachse war an halbelliptischen Blattfedern aufgehängt, die 57 mm breit waren und am Fahrgestell und der Hinterachse befestigt waren. Die Versionen mit 10 bis 12 cwt hatten sieben Federblätter, die 15-cwt-Version acht. Jedes der Federblätter war 6,35 mm dick.

## Bedienelemente und Armaturen
Der Schalthebel war am Lenkstock montiert, die Schalter für den Fahrtrichtungsanzeiger im Armaturenbrett. Der Fernlichtschalter wurde mit dem Fuß betätigt. Den Anlasser bediente man mit einem Hebel unter der Handbremse.
Als Armaturen standen nur ein Tachometer, eine Tankanzeige und ein Kühlwasserthermometer zur Verfügung.
Die Kühlwassertemperatur wurde mechanisch gemessen, und zwar durch ein Kapillarröhrchen, das mit einer Kapsel mit leicht flüchtiger Flüssigkeit verbunden war. Die Kapsel war im Gehäuse der Wasserpumpe eingebaut. Temperaturveränderungen des Kühlwassers führten zum Verdampfen oder Kondensieren der Messflüssigkeit und veränderten so den Druck auf ein mechanisches Hebelwerk im Anzeigeinstrument, das wiederum den Zeiger bewegte. Spätere Modelle hatten eine elektrische Armatur.
Die Tankanzeige war elektrisch, wie bei damaligen Fahrzeugen üblich. Der Geber im Tank arbeitete mit einem elektrischen Widerstand oder einem füllstandsgesteuerten Potentiometer.

## Bremsen
Die Trommelbremsen mit Bremstrommeln aus Gusseisen an jedem Rad waren mit Innenbacken ausgestattet, die mit asbesthaltigen Belägen beklebt waren. Vorn waren Duplexbremsen eingebaut, somit wurde jede Bremsbacke von einem eigenen, einfachen Hydraulikzylinder betätigt. Das Bremssystem mit einem Hydraulikkreis lieferte Lockheed. Der Hauptbremszylinder, der den Druck im Bremskreis aufbaute, war mechanisch mit dem Bremspedal verbunden.

## Lenkung
Es war eine Burman-Kugelumlauflenkung eingebaut. Das Lenkgetriebe war über eine Lenkstange mit dem rechten der beiden Lenkhilfshebel der dreigeteilten Spurstange verbunden.